# Doble trinquete
En lógica, el símbolo ⊨, {\displaystyle \vDash } o {\displaystyle \models } se denomina doble trinquete. Está relacionada al símbolo trinquete {\displaystyle \vdash }, el cual posee una sola barra cruzada en el medio. Puede ser leído como "consecuencia lógica" (trinquete en), "modelo de", "es consecuencia semántica de" o en inglés "is stronger than" (es más fuerte que).
En TeX, los símbolos de trinquete {\displaystyle \vDash } y {\displaystyle \models } se obtienen mediante los comandos 
\vDash y \models respectivamente. En Unicode está mapeado en U+22A8 ⊨ TRUE

## Significado
El doble trinquete es una relación binaria. El significado depende del contexto:
- Expresando consecuencia lógica (semántica), con un conjunto de sentencias de izquierda y una sola frase a la derecha, es la búsqueda de indicar que si toda sentencia si la izquierda es verdadera (premisas), la sentencia será verdadera, por ejemplo, {\displaystyle \Gamma \vDash \varphi }. Este uso es muy parecida al del trinquete, lo cual indica consecuencia lógica (sintaxis).
- Expresando satisfactibilidad, con una estructura modelo (o del inglés truth-structure) a la izquierda y un conjunto de sentencias al lado derecho, es para indicar que la estructura es un modelo para (o satisface (tiene los recursos necesarios probar valor de verdad)) el conjunto de sentencia, por ejemplo, {\displaystyle {\mathcal {A}}\models \Gamma }.
- Al expresar tautología, {\displaystyle \vDash \varphi }. el cual indica que la expresión {\displaystyle \varphi } es consecuencia lógica (semántica) de un conjunto vacío de sentencias.